# Deinogalerix
Il Deinogalerix ("porcospino terribile") era un mammifero predatore di piccoli animali, lungo circa 35-60 cm, vissuto durante il Miocene superiore, circa 10 milioni di anni fa. Abitava il Gargano, che al tempo costituiva un'isola situata presso la costa dell'Italia.
Deinogalerix significa "toporagno terribile", ma in realtà assomiglia a un grande ratto lunare, un tipo primitivo di porcospino, che si trova oggi in Asia sud-orientale, il quale possiede una coda lunga e una pelliccia al posto degli aculei.

## Un predatore di poche pretese
Nell'ambiente isolato in cui viveva, il Deinogalerix non doveva competere con molti altri predatori per conquistarsi il cibo. Era un animale capace di cacciare indistintamente piccole lucertole, uccelli, mammiferi anche più grossi di lui, insetti, lumache e vermi (infatti pesava quanto un grande gatto). Deinogaleryx è un classico esempio di come piccoli animali tendano a diventare grandi sulle isole dove non devono competere con predatori maggiori, come gatti, cani e orsi.

## Un fiuto sottile

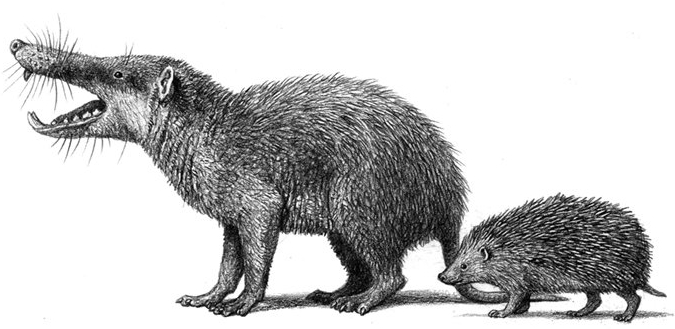
Ricostruzione di Deinogalerix a confronto con Erinaceus europaeus

Quando andava a caccia il Deinogalerix si aggirava veloce nel sottobosco su quattro corte zampe e con il naso munito di baffi sempre in azione. Aveva un muso affusolato e le sue mandibole avevano denti aguzzi: quelli anteriori più lunghi servivano per azzannare le prede così da immobilizzarle.

## Un riccio peloso
A differenza degli attuali ricci, il Deinogalerix aveva una folta pelliccia anziché degli aculei. Questa pelliccia gli dava una buona protezione anche nei confronti dei predatori, perché era spessa e indigesta. Durante il Miocene superiore sul Gargano viveva infatti anche il barbagianni gigante Tyto gigantea che potrebbe aver cacciato Deinogalerix.